# Hægebostad
Hægebostad là một thị xã trong hạt Vest-Agder, Na Uy. 